# Pseudalosterna pullata
Pseudalosterna pullata är en skalbaggsart som först beskrevs av Masaki Matsushita 1933.  Pseudalosterna pullata ingår i släktet Pseudalosterna och familjen långhorningar.
Artens utbredningsområde är Taiwan. Inga underarter finns listade i Catalogue of Life.